# Nycticeius cubanus
Nycticeius cubanus là một loài động vật có vú trong họ Dơi muỗi, bộ Dơi. Loài này được Gundlach mô tả năm 1861.